# Dawid Merdeentzee
Dawid Merdeentzee (ur. ?, zm. ?) – w latach 1583–1616 ormiański współpatriarcha Jerozolimy